# Acacia

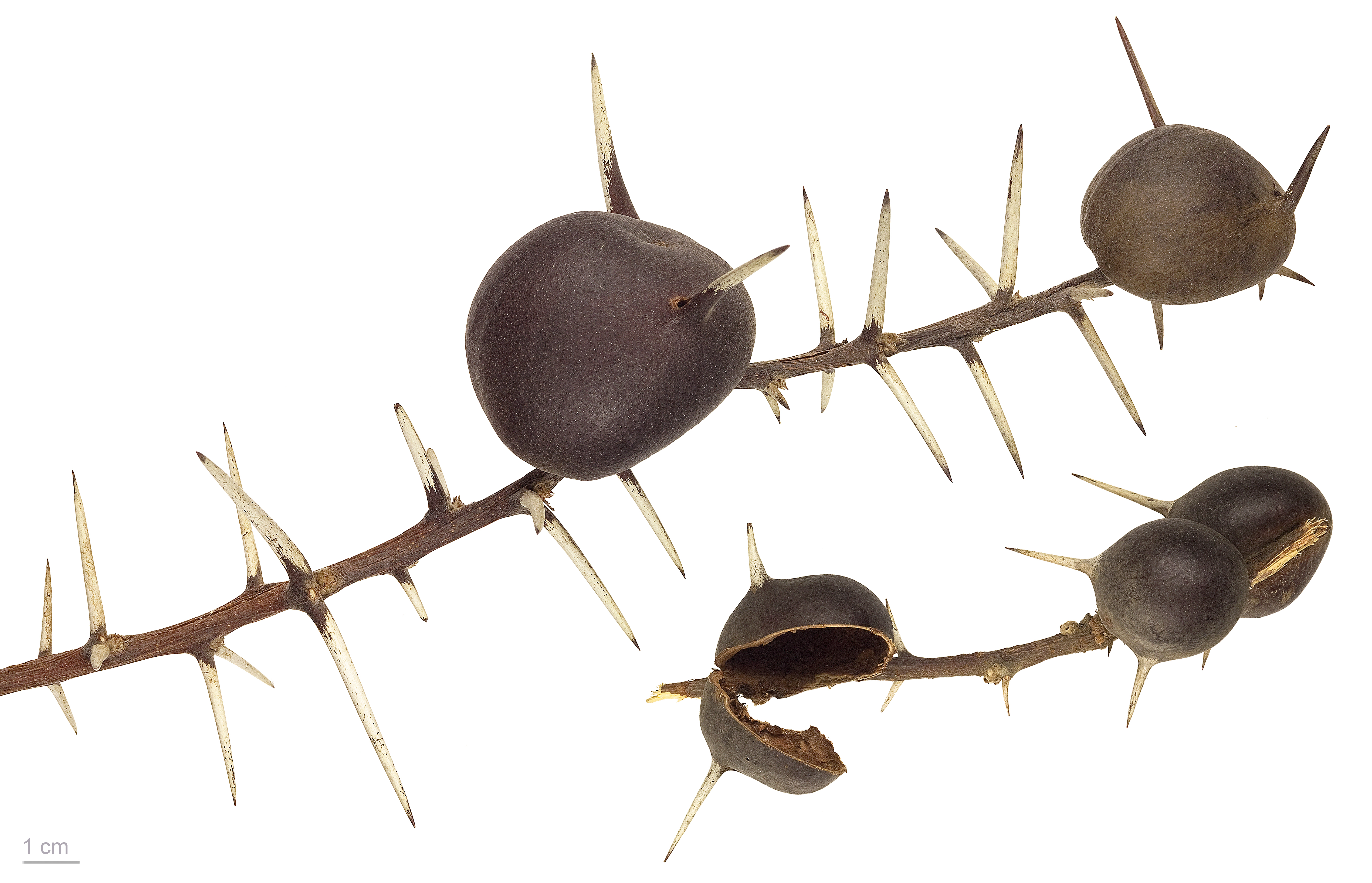
Acacia drepanolobium

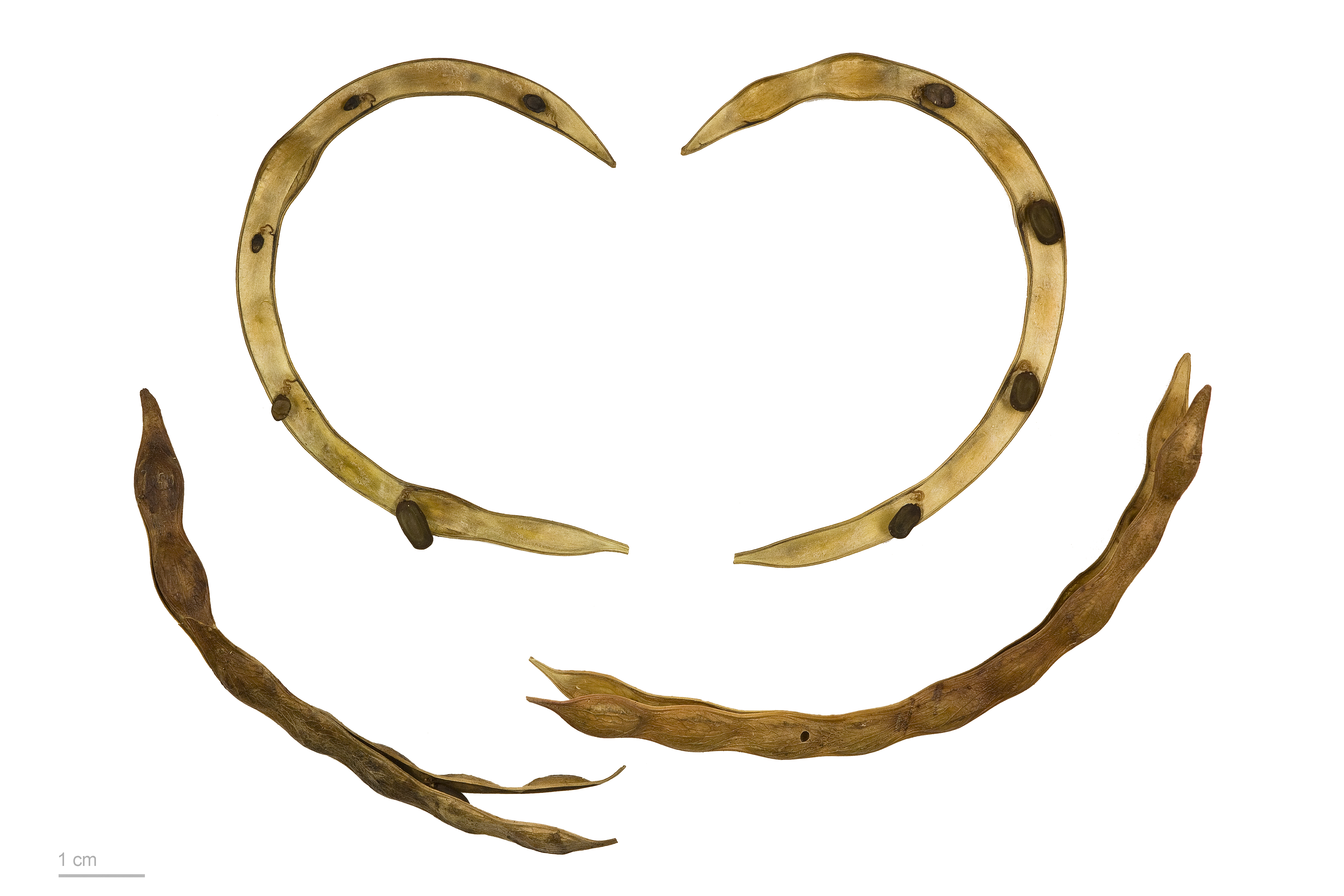
Acacia sp.

Acacia este un gen de plante aparținând familiei Fabaceae, originare din regiunile tropicale și subtropicale, în special Australia și Africa. În schimb, Acacia farnesiana este originară din sud-vestul Statelor Unite ale Americii.
Acaciile sunt reprezentative pentru vegetația câmpiilor din sudul și estul Africii. Câteva specii sunt importante economic, producând substanțe cum ar fi guma arabică și taninul, precum și lemn nobil.  Mimoza (Acacia fimbriata) face parte din același gen, are frunze compuse cu foliole fin divizate, iar pețiolul poate avea spini sau țepi ascutiți la bază. Florile mici, adesea parfumate, de culoare galbenă sau albă, conțin multe stamine fiecare, ceea ce le conferă un aspect pufos.

## Legături externe
- Materiale media legate de Acacia la Wikimedia Commons
- „Acacia” în Dicționar dendrofloricol la DEX online